# Ken Noel
Ken Noel (* 9. Jänner 1991 in Wien) ist ein ehemaliger österreichischer Fußballspieler.

## Vereinskarriere

### Jugendkarriere
Noel begann seine Karriere beim Floridsdorfer AC, ehe er in die Jugendmannschaft des benachbarten SV Gerasdorf/Stammersdorf wechselte. Dort entwickelte er sich zu einem Spieler, der es in Wien-intern zu großer Bekanntheit brachte. 2007 wechselte Noel in die Akademie St. Pölten.
Gleich in seinem ersten Jahr in St. Pölten wurde er daraufhin mit 20 Saisontoren Torschützenkönig in der U-15 Toto-Jugendliga. Ein Jahr darauf wurde er in die U-17 Mannschaft der St. Pöltner berufen, mit der er auf Anhieb den Vizemeistertitel in der Toto-Jugendliga feierte. Noel steuerte 9 Saisontore bei. Als er bis zum Winter 2008, 16 Meisterschaftstore für St. Pölten erzielte, und die Torschützenliste der Jugendliga anführte, folgte ein Angebot des FC Admira Wacker Mödling, welches er annahm. Insgesamt absolvierte er von 2005 bis 2008 53 Ligaspiele mit 45 Torerfolgen für die AKA.

### Profifußball
Mödling, welches mit David Mihaly gleich auch noch seinen Sturmpartner aus St. Pölten mitverpflichtete, stattete ihn mit einem Jungprofivertrag aus und bot ihm die Perspektive auf A-Mannschaftsspiele. Zunächst sollte er sich jedoch in der Amateurmannschaft in der Regionalliga Ost bewähren. Sein Debüt feierte er am 12. April 2008 beim 0:0 gegen die SK Rapid Wien Amateure. In seinem vierten Spiel ließ er das erste Mal groß aufhorchen, als er beim 5:1 gegen den ASK Baumgarten eine überragende Leistung bot und drei Tore erzielen konnte. Zur Saison 2008/09 wurde er in der Folge von Trainer Walter Schachner in die A-Mannschaft der Admira aufgenommen. Simultan dazu, stand er abwechselnd jedoch auch noch immer in der Regionalliga Ost für die Amateure am Platz.
17-jährig debütierte er daraufhin in der Ersten Liga beim 2:2 gegen den SKN St. Pölten. In der 62ten Minute eingewechselt, rettete er der Mannschaft mit einem Tor in der 69 Minute einen Punkt. Bis zum Saisonende sollten 10 weitere Einsätze für die A-Mannschaft folgen. Durch das Überangebot an Stürmern, die sich im bundesligaerfahrenen Kader der Admira befanden, kam er jedoch auf bescheidene Einsatzzeiten.
In Folge auffälliger Leistungen in den Nachwuchsauswahlen Österreichs, wurde er im Juni 2009 von Brescia Calcio zu einem Probetraining eingeladen. Bei diesem Probetraining konnte er überzeugen, ehe er sich einen Bruch des Mittelfußknochens zuzog. In Folge kam es zu längeren Transferverhandlungen, da Brescia aufgrund seiner langen Verletzung kein Risiko eingehen wollte. Im August 2009 gab die Admira dann offiziell den Transfer von Noel in die Lombardei bekannt. Im Endeffekt konnte man sich auf einen Leihvertrag für ein Jahr inklusive einer Kaufoption einigen.
Beim als Talentschmiede bekannten Verein war Noel ursprünglich für die Serie B vorgesehen, bis zu seiner endgültigen Genesung sollte er jedoch in der Primavera des Vereins eingesetzt werden.
Noel trat beim Ex-Verein von Markus Schopp in große Fußstapfen, hatte man doch in den letzten Jahren Talente wie Marek Hamšík oder Savio Nsereko ausgebildet und teuer weiterverkauft. Nachdem er jedoch die gesamte Hinrunde nicht fit wurde, und weder in der Profimannschaft noch in der Primavera zum Einsatz kam, kehrte er in der Winterpause 2009/2010 wieder zu seinem Stammverein FC Trenkwalder Admira nach Österreich zurück.
Im Jänner 2011 wurde bekanntgegeben, dass Noel von LASK Linz verpflichtet wurde.
Nach einem halben Jahr, in dem er lediglich bei der Amateurmannschaft zum Einsatz kam, wechselte in die Regionalliga Ost zum FAC Team für Wien.

## Nationalmannschaft
Noch während seiner St. Pölten-Zeit wurde er in die österreichische U-17 Nationalmannschaft einberufen. Es folgten Spiele für die U-18 Auswahlmannschaft.
2009 kam er zu zwei Auftritten für die U-19-Auswahl Österreichs.